# Mindelheim
Mindelheim é um município da Alemanha, situado no distrito de Baixa Algóvia, no estado da Baviera. Tem 56,44 km² de área, e sua população em 2019 foi estimada em 15.137 habitantes.